# Australopithecus sediba
Australopithecus sediba este o specie de Australopithecus din Pleistocenul timpuriu, identificată pe baza unor rămășițe fosile datate la o vechime de aproximativ 2 milioane de ani. Din punct de vedere morfologic, A. sediba este distinctă, dar este strâns legată atât de Homo habilis cât și de Australopithecus africanus.
Specia A. sediba este cunoscută pe baza a șase schelete parțiale descoperite în situl Malapa de la Leagănul Omenirii din Africa de Sud. Holotipul a fost numit MH1 (Malapa hominin 1), un mascul tânăr denumit și "Karabo". MH2 este o femelă adultă. Celelalte rămășițe sunt cele ale unui bărbat adult și a trei copii. Fosilele au fost găsite împreună, în partea de jos a peșterii Malapa, unde se pare că au căzut și au fost datate la o vechime de 1,98 milioane de ani în urmă. Scheletele parțiale au fost descrise inițial ca o specie recent descoperită în 2010, pe baza unui număr de aproximativ 220 de fragmente osoase. Numele sediba înseamnă „izvor natural” sau „fântână” în limba sotho.

## Descoperire

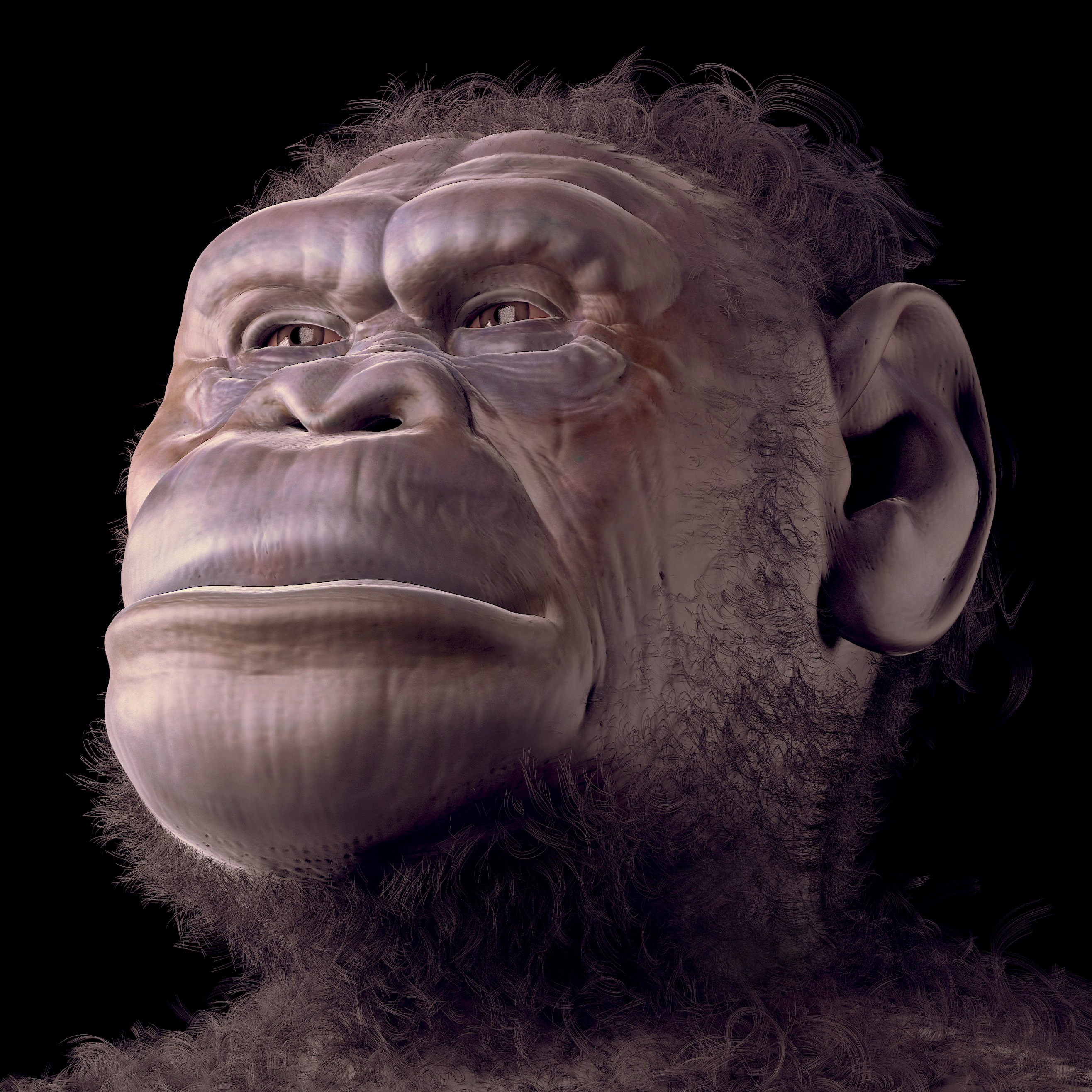
Reconstrucție facială

Primul exemplar de A. sediba a fost găsit de către fiul în vârstă de nouă ani al paleoantropologului Lee Berger, la 15 august 2008. În timp ce explora în apropierea locului de săpătură a tatălui său în dealurile dolomitice de la nord de Johannesburg, în  rezervația naturală Malapa, Matthew s-a împiedicat de un os fosilizat. Fosila s-a dovedit că a aparținut unui bărbat tânăr, de 1,27 metri, al cărui craniu a fost descoperit în martie 2009 de echipa lui Berger. Descoperirea a fost anunțată publicului la 8 aprilie 2010.
De asemenea, la situl arheologic Malapa au fost găsite o varietate de fosile de animale, inclusiv tigri cu dinți sabie, manguste și antilope.

## Morfologie și interpretări
Capacitatea craniană a MH1, care a fost estimată la 420 cm3, se află la capătul superior al intervalului pentru A. africanus și departe de intervalul inferior al Homo timpuriu (631 cm3), însă mărimea mandibulei și a dinților sunt destul de mici și similare cu ceea ce ne-am aștepta să găsim la H. erectus; sunt atât de asemănătoare aceste caracteristici încât, dacă se găsesc izolat, fără alte resturi scheletice, ele ar putea fi clasificate ca Homo pe baza dinților și a mărimii mandibulei. 
Indiferent dacă Australopithecus sediba este un strămoș direct al lui Homo timpuriu sau nu, înțelegerea noastră asupra varietății homininilor timpurii a fost foarte mare odată cu descoperirea acestor noi exemplare.
A. sediba a avut o mână surprinzător de modernă, a cărei prindere cu precizie sugerează că ar fi putut fi un alt Australopithecus făuritor de unelte. Dovada prinderii de precizie și a producției de unelte de piatră poate fi văzută din caracteristici asemănătoare cu Homo, cum ar fi degetul mare și degetele scurte. Încheietura și mâna aproape completă a unei femele adulte din Malapa, Africa de Sud prezintă caracteristici asemănătoare cu Australopithecus, cum ar fi un aparat flexor puternic asociat cu locomoția arboricolă.